# Cree Summer
Cree Summer, all'anagrafe Cree Summer Francks, nota anche con lo pseudonimo di Kaylie (Los Angeles, 7 luglio 1969), è una doppiatrice, attrice e cantante statunitense.

## Biografia
Figlia d'arte, essendo il padre l'attore e doppiatore Don Francks, mentre la madre. Lili Clark, è nativa delle Prime Nazioni. Anche il fratello, Rainbow Sun Francks, è attore.

## Filmografia parziale

### Doppiatrice
- L'ispettore Gadget (1983)
- Gli orsetti del cuore (1985-1986)
- Star Wars: Ewoks (1985)
- Garbage Pail Kids (1988)
- Beany and Cecil (1988)
- Slimer! And the Real Ghostbusters (1988-1989)
- Peter Pan and the Pirates (1990)
- Che magnifico campeggio (1990)
- Widget, the World Watcher (1990-1991)
- Tiny Toon Adventures (1990-1992)
- The Plucky Duck Show (1992)
- Sonic the Hedgehog (1994)
- Animaniacs (1994-1995)
- Gargoyles (1994-1996)
- Project G.e.e.K.e.R. (1996)
- Mortal Kombat: Defenders of the Realm (1996)
- The Mask (1996-1997)
- Tex Avery Show (1997)
- L'incredibile Hulk (1997)
- Mummies Alive! (1997)
- Cuccioli della giungla (1997-1998)
- La carica dei 101 (1997-1998)
- Rugrats - Il film (1998)
- Pinky, Elmyra & the Brain (1998-1999)
- Sabrina (1999-2000)
- Histeria! (1998-2000)
- I Rugrats a Parigi - Il film (2000)
- Atlantis - L'impero perduto (2001)
- Batman of the Future (1999-2001)
- Horrible Histories (2001-2002)
- La famiglia della giungla (2002)
- Clifford the Big Red Dog (2000-2003)
- Blizzard - La renna di Babbo Natale (2003)
- I Rugrats nella giungla (2003)
- Clifford e i suoi amici acrobati (2004)
- Rugrats Pre-School Daze (2005)
- Bambi II (2006)
- The Buzz on Maggie (2005-2006)
- Rugrats (1993-2006)
- My Life as a Teenage Robot (2003-2007)
- Danny Phantom (2004-2007)
- Nome in codice: Kommando Nuovi Diavoli (2002-2008)
- Camp Lazlo (2005-2008)
- Drawn Together (2004-2008)
- My Gym Partner's a Monkey (2005-2008)
- I Rugrats da grandi (2003-2008)
- Atom TV (2008)
- The Spectacular Spider-Man (2008-2009)
- Transformers: Animated (2007-2009)
- As Told by Ginger (2000-2009)
- Betsy's Kindergarten Adventures (2007-2010)
- The Super Hero Squad Show (2009-2011)
- Curious George (2007-2011)
- The Looney Tunes Show (2011)
- Good Vibes (2011)
- Robot and Monster (2012)
- The High Fructose Adventures of Annoying Orange (2013)
- Pound Puppies (2011-2013)
- Sheriff Callie's Wild West (2014)
- WordGirl (2014)
- Xiaolin Chronicles (2013-2014)
- SpongeBob - Fuori dall'acqua (2015)
- Monster Trucks (2017)

### Attrice

#### Televisione
- Tutti al college - serie TV (1988-1993)
- Willy, il principe di Bel-Air - serie TV, episodio 4X21
- Per amore della legge - serie TV (1994-1995)
- Courthouse - serie TV (1995)
- Sciame (Swarm) – serie TV, episodio 1x07 (2023)
- Ironheart – serie TV (2025)

## Discografia

### Solista
Album in studio
- 1999 - Street Faërie

EP
- 1999 - Cree Summer

Singoli
- 1999 - Revelation Sunshine

### Con Subject To Change
Album in studio
- 1993 - Womb Amnesia

EP
- 1993 - Someone Like You/Easy
- 1993 - Subject To Change